# Allegany megye (New York)
Allegany megye az Amerikai Egyesült Államokban, azon belül New York államban található. Megyeszékhelye Belmont, legnagyobb városa Wellsville. Lakosainak száma 46 456 fő (2020. április 1.). Allegany megye McKean, Potter, Wyoming, Cattaraugus, Livingston és Steuben megyékkel határos.

## Népesség
A megye népességének változása:
| Lakosok száma | 49 157 | 48 964 | 48 804 | 48 243 | 48 109 | 47 462 | 46 456 |
|               | 2009   | 2010   | 2011   | 2012   | 2013   | 2015   | 2020   |